# Cora (schimmelgeslacht)
Cora is een geslacht van schimmels behorend tot de familie Hygrophoraceae. De typesoort is Cora pavonia. Cora werd oorspronkelijk omschreven door de Zweedse "Vader van de Mycologie", Elias Magnus Fries, in 1825. Hij omvatte in eerste instantie een enkele soort, tot dan toe bekend als Thelephora pavonia Weber & D.Mohr. Tot voor kort werd gedacht dat Cora één soort bevatte, of in de synoniemen werd geplaatst met Dictyonema. Cora werd in 2013 erkend als een onafhankelijk geslacht dat losstaat van Dictyonema. Moleculaire fylogenetische analyse met behulp van DNA-barcodering van het interne getranscribeerde spacergebied heeft het aantal soorten sterk verhoogd.

## Habitat en verspreiding
Mexico en Florida zijn de meest noordelijke verspreidingspunten voor het geslacht Cora, terwijl de zuidelijkste plaats het zuiden van Chili is. Het heeft de hoogste biodiversiteit in de noordelijke Andes. Biogeografische gegevens suggereren dat Cora is ontstaan in Zuid-Amerika en zich naar het oosten heeft uitgebreid. De overgrote meerderheid (95%) van de bekende soorten wordt gevonden in Amerika, maar het geslacht is ook geregistreerd in tropisch Afrika, tropisch Azië en Zuid-Atlantische eilanden. Twaalf soorten en ondersoorten zijn beschreven uit Mexico. De enige soort waarvan bekend is dat ze ten noorden van Mexico is voorgekomen, is de mogelijk uitgestorven Cora timucua, waarvan bekend is dat deze vroeger in Florida heeft bestaan.

## Soorten
Volgens Index Fungorum telt het geslacht 102 soorten (peildatum november 2021):
| Soortnaam               | Auteur(s)                                      | Publicatiejaar |
| ----------------------- | ---------------------------------------------- | -------------- |
| Cora accipiter          | B. Moncada, Madriñán & Lücking                 | 2016           |
| Cora applanata          | B. Moncada, Soto-Medina & Lücking              | 2016           |
| Cora arachnodavidea     | B. Moncada, Dal-Forno & Lücking                | 2016           |
| Cora arachnoidea        | J.E. Hern. & Lücking                           | 2013           |
| Cora arborescens        | Dal-Forno, Chaves & Lücking                    | 2016           |
| Cora arcabucana         | B. Moncada, C. Rodríguez & Lücking             | 2016           |
| Cora aspera             | Wilk, Lücking & E. Morales                     | 2013           |
| Cora aturucoa           | Lücking, B. Moncada & C. Vargas                | 2016           |
| Cora auriculeslia       | B. Moncada, Yánez-Ayabaca & Lücking            | 2016           |
| Cora barbifera          | B. Moncada, Patiño & Lücking                   | 2016           |
| Cora barbulata          | Lücking, Dal-Forno & Lawrey                    | 2015           |
| Cora benitoana          | B. Moncada, R.-E. Pérez & Lücking              | 2019           |
| Cora boleslia           | Lücking, E. Morales & Dal-Forno                | 2016           |
| Cora buapana            | B. Moncada, R.-E. Pérez & Lücking              | 2019           |
| Cora byssoidea          | Lücking & B. Moncada                           | 2013           |
| Cora caliginosa         | Holgado, Rivas Plata & Perlmutter              | 2016           |
| Cora campestris         | Dal-Forno, Eliasaro & A.A. Spielm.             | 2016           |
| Cora canari             | Nugra, Dal-Forno & Lücking                     | 2016           |
| Cora caraana            | Lücking, S.M. Martins & Lucheta                | 2016           |
| Cora casanarensis       | L.Y. Vargas, B. Moncada & Lücking              | 2014           |
| Cora casasolana         | B. Moncada, R.-E. Pérez & Lücking              | 2016           |
| Cora caucensis          | B. Moncada, M.C. Gut. & Lücking                | 2016           |
| Cora celestinoa         | B. Moncada, Cabr.-Amaya & Lücking              | 2016           |
| Cora ciferrii           | (Tomas.) Lücking, A. Grall & Thüs              | 2014           |
| Cora comaltepeca        | B. Moncada, R.-E. Pérez & Herrera-Camp.        | 2016           |
| Cora corani             | Lücking, E. Morales & Dal-Forno                | 2016           |
| Cora corelleslia        | B. Moncada, Suár.-Corr. & Lücking              | 2016           |
| Cora crispoleslia       | B. Moncada, J.A. Molina & Lücking              | 2016           |
| Cora cuzcoensis         | Holgado, Rivas Plata & Perlmutter              | 2016           |
| Cora cyphellifera       | Dal-Forno, Bungartz & Lücking                  | 2013           |
| Cora dalehana           | B. Moncada, Madriñán & Lücking                 | 2016           |
| Cora davibogotana       | Lücking, B. Moncada & Coca                     | 2016           |
| Cora davicrinita        | B. Moncada, Madriñán & Lücking                 | 2016           |
| Cora davidia            | B. Moncada, L.Y. Vargas & Lücking              | 2016           |
| Cora dewisanti          | B. Moncada, Suár.-Corr. & Lücking              | 2016           |
| Cora dulcis             | B. Moncada, R.-E. Pérez & Lücking              | 2016           |
| Cora elephas            | Lücking, B. Moncada & L.Y. Vargas              | 2016           |
| Cora fimbriata          | L.Y. Vargas, B. Moncada & Lücking              | 2014           |
| Cora fuscodavidiana     | Lücking, B. Moncada & L.Y. Vargas              | 2016           |
| Cora galapagoensis      | Dal-Forno, Bungartz & Lücking                  | 2017           |
| Cora garagoa            | Simijaca, B. Moncada & Lücking                 | 2016           |
| Cora gigantea           | Lücking, B. Moncada & Coca                     | 2016           |
| Cora glabrata           | (Spreng.) Fr.                                  | 1838           |
| Cora gomeziana          | Dal-Forno, Chaves & Lücking                    | 2016           |
| Cora guajalitensis      | Lücking, Robayo & Dal-Forno                    | 2016           |
| Cora guzmaniana         | B. Moncada, R.-E. Pérez & Lücking              | 2019           |
| Cora gyrolophia         | Fr.                                            | 1838           |
| Cora hafecesweorthensis | B. Moncada, Lücking & R.-E. Peláez             | 2016           |
| Cora haledana           | Dal-Forno, Chaves & Lücking                    | 2016           |
| Cora hawksworthiana     | Dal-Forno, P.R. Nelson & Lücking               | 2016           |
| Cora hirsuta            | (B. Moncada & Lücking) Moncada & Lücking       | 2013           |
| Cora hochesuordensis    | Lücking, E. Morales & Dal-Forno                | 2016           |
| Cora hymenocarpa        | Lücking, Chaves & Lawrey                       | 2016           |
| Cora imi                | Lücking, Chaves & Lawrey                       | 2016           |
| Cora inversa            | Lücking & B. Moncada                           | 2013           |
| Cora itabaiana          | Dal-Forno, Aptroot & M. Cáceres                | 2016           |
| Cora ixtlanensis        | B. Moncada, R.-E. Pérez & Lücking              | 2019           |
| Cora lawreyana          | B. Moncada, R.-E. Pérez & Lücking              | 2019           |
| Cora leslactuca         | Lücking, B. Moncada & R.-E. Peláez             | 2016           |
| Cora marusae            | B. Moncada, R.-E. Pérez & Lücking              | 2019           |
| Cora maxima             | Wilk, Dal-Forno & Lücking                      | 2016           |
| Cora minor              | (Lücking, E. Navarro & Sipman) Lücking         | 2013           |
| Cora minutula           | Lücking, B. Moncada & Yánez-Ayabaca            | 2016           |
| Cora nitida             | Müll. Arg.                                     | 1884           |
| Cora palaeotropica      | Weerakoon, Aptroot & Lücking                   | 2016           |
| Cora palustris          | Dal-Forno, Chaves & Lücking                    | 2016           |
| Cora parabovei          | Dal-Forno, Kukwa & Lücking                     | 2016           |
| Cora paraciferrii       | Lücking, B. Moncada & J.E. Hern.               | 2016           |
| Cora paraminor          | Dal-Forno, Chaves & Lücking                    | 2016           |
| Cora pastorum           | B. Moncada, Patiño & Lücking                   | 2016           |
| Cora pavonia            | (Weber & D. Mohr) Fr.                          | 1825           |
| Cora pichinchensis      | Paredes, Jonitz & Dal-Forno                    | 2016           |
| Cora pikynasa           | J.-M. Torres, B. Moncada & Lücking             | 2016           |
| Cora pseudobovei        | Wilk, Dal-Forno & Lücking                      | 2016           |
| Cora pseudocorani       | Lücking, E. Morales & Dal-Forno                | 2016           |
| Cora putumayensis       | L.J. Arias, B. Moncada & Lücking               | 2016           |
| Cora quillacinga        | B. Moncada, F. Ortega & Lücking                | 2016           |
| Cora rothesiorum        | B. Moncada, Madriñán & Lücking                 | 2016           |
| Cora rubrosanguinea     | Nugra, B. Moncada & Lücking                    | 2016           |
| Cora sanctae-helenae    | Lücking                                        | 2015           |
| Cora santacruzensis     | Dal-Forno, Bungartz & Yánez-Ayabaca            | 2016           |
| Cora schizophylloides   | B. Moncada, C. Rodr. & Lücking                 | 2016           |
| Cora setosa             | L.Y. Vargas, B. Moncada & Lücking              | 2014           |
| Cora smaragdina         | Lücking, Rivas Plata & Chaves                  | 2016           |
| Cora soredavidia        | Dal-Forno, Marcelli & Lücking                  | 2016           |
| Cora squamiformis       | Wilk, Lücking & Yánez-Ayabaca                  | 2013           |
| Cora strigosa           | Lücking, E. Paz & L. Salcedo                   | 2013           |
| Cora subdavicrinita     | B. Moncada, J.A. Molina & Lücking              | 2016           |
| Cora suturifera         | Nugra, Besal & Lücking                         | 2016           |
| Cora terrestris         | Dal-Forno, Chaves & Lücking                    | 2016           |
| Cora terricoleslia      | Wilk, Dal-Forno & Lücking                      | 2016           |
| Cora textilis           | (Spreng.) Fr.                                  | 1849           |
| Cora timucua            | Dal Forno, Kaminsky & Lücking                  | 2020           |
| Cora totonacorum        | B. Moncada, R.-E. Pérez & Lücking              | 2019           |
| Cora trindadensis       | Lücking, M. Cáceres, N.G. Silva & R.J.V. Alves | 2015           |
| Cora udebeceana         | B. Moncada, R.-E. Peláez & Lücking             | 2016           |
| Cora undulata           | L.Y. Vargas, B. Moncada & Lücking              | 2014           |
| Cora urceolata          | B. Moncada, Coca & Lücking                     | 2016           |
| Cora verjonensis        | Lücking, B. Moncada & Dal-Forno                | 2016           |
| Cora viliewoa           | Lücking, Chaves & Soto-Medina                  | 2016           |
| Cora yukiboa            | Merc.-Díaz, B. Moncada & Lücking               | 2016           |
| Cora zapotecorum        | B. Moncada, R.-E. Pérez & Lücking              | 2019           |